# マイオラーティ・スポンティーニ
マイオラーティ・スポンティーニ（伊: Maiolati Spontini）は、イタリア共和国マルケ州アンコーナ県にある、人口約6,000人の基礎自治体（コムーネ）。
旧名はマイオラーティ(Maiolati)だったが、同地で生まれ、亡くなった19世紀の作曲家ガスパーレ・スポンティーニ（1774年-1851年）にちなみ改名された。彼の終焉の地となった家が、現在スポンティーニ博物館として公開されている。

## 地理

### 位置・広がり
アンコーナ県のコムーネ。県都・州都アンコーナから西南西へ36kmの距離にある。

#### 隣接コムーネ
隣接するコムーネは以下の通り。
- ベルヴェデーレ・オストレンセ
- カステルベッリーノ
- カステルプラーニオ
- クプラモンターナ
- イェージ
- モンテ・ロベルト
- ロゾーラ
- サン・マルチェッロ

### 気候分類・地震分類
マイオラーティ・スポンティーニにおけるイタリアの気候分類 (it) および度日は、zona E, 2149 GGである。
また、イタリアの地震リスク階級 (it) では、zona 2 (sismicità media) に分類される。

## 行政

### 分離集落
マイオラーティ・スポンティーニには、以下の分離集落（フラツィオーネ）がある。
- Moie, Monteschiavo-Scorcelletti, Scisciano